# Novopejovski Pervi
Novopejovski Pervi (en ruso: Новопеховский Первый) es un jútor del raión de Tbilískaya del krai de Krasnodar, en Rusia. Está situado en las tierras bajas de Kubán-Azov, 1 km al sur del curso del Kubán, 11 km al sureste de Tbilískaya y 110 km al este de Krasnodar, la capital del krai. Tenía 302 habitantes en 2010.
Pertenece al municipio rural Vannovskoye.